# Song Qinzong
Qinzong (23 mai 1100 – 14 juin 1161) 钦宗, né Zhao Huan, est le neuvième empereur de Chine de la dynastie Song et le dernier des Song du Nord. Il monta sur le trône en janvier 1126, après que son père, Huizong, eut abdiqué devant la menace jürchen. Son règne fut bref : en janvier 1127 les Jürchen s'emparèrent de Kaifeng et firent prisonnier Qinzong, ainsi que son père et la majeure partie de la famille royale. Les deux anciens empereurs furent déportés dans le nord de la Mandchourie, où ils passèrent le reste de leur vie, servant de moyen de pression aux Jin face aux Song du Sud, dynastie issue d'un demi-frère de Qinzong, Gaozong.